# Steve Irwin (schip, 1975)
De Steve Irwin is een schip van de Sea Shepherd Conservation Society en wordt gebruikt bij acties tegen walvisvaarders.

## Geschiedenis
Dit schip is een voormalig patrouilleschip van de Schotse dienst voor visserijen, bekend onder de naam FPV Westra. De FPV Westra is in 2003 uit de vaart genomen. De Sea Shepherd Conservation Society heeft het schip in 2005 gekocht. De Sea Shepherd Conservation Society heeft de boot bij aankoop omgedoopt en als Robert Hunter weer in de vaart gebracht. In 2007 is de Robert Hunter te ere aan de overleden natuurbeschermer Steve Irwin omgedoopt in Steve Irwin.

## Registratieproblemen
De Sea Shepherd Conservation Society kreeg in januari 2007 problemen met de Britse autoriteiten na klachten van Japan over de acties in de Arctische wateren. In januari 2007 werd de Steve Irwin op verzoek van Japan uitgeschreven uit het Britse scheepvaartregister. Na enkele maanden ongeregistreerd rondgevaren te hebben, is het in oktober 2007 ingeschreven in het scheepvaartregister van Nederland, het schip kreeg hierbij als thuishaven Rotterdam. De Steve Irwin staat geregistreerd als niet-bedrijfsmatig gebruikt schip en valt daarmee niet onder het regime van het tuchtcollege voor de scheepvaart.